# سینت پیترز، نیو ساوت ولز
سینت پیترز یک شهر حومه ای در اینر وست سیدنی است. این شهر در استان نیو ساوت ولز استرالیا قرار دارد. برپایهٔ سرشماری سال ۲۰۱۶ این شهر ۳۱۴۵ تن ساکن داشته‌است. در دههٔ ۱۸۷۰ این شهر مرکز مهمی در تولید آجر بود.